# 파리 대왕 (1990년 영화)
파리 대왕(Lord Of The Flies)은 미국에서 제작된 해리 훅 감독의 1990년 모험, 드라마, 스릴러 영화이다. 윌리엄 골딩의 동명의 소설을 바탕으로 제작되었다. 발타자 게티 등이 주연으로 출연하였고 로스 밀로이 등이 제작에 참여하였다.

## 출연

### 주연
- 발타자 게티
- 크리스 퍼
- 다누엘 피폴리

### 조연
- 제임스 뱃지 데일
- 앤드류 터프트
- 에드워드 터프트
- 게리 룰
- 테리 웰스
- 브래든 맥도널드

## 제작진
- 원작자: 윌리엄 골딩
- 공동제작: 데이비드 V. 레스터
- 미술: 제이미 레너드
- 의상: 도린 워킨슨